# Jacques Gestraud
Jacques Gestraud (Valenciennes, 24 settembre 1939) è un ciclista su strada francese, campione d'Europa nel 2004 nella categoria Masters.

## Carriera
Iniziata l'attività di corridore tra i dilettanti nel 1956, passò tra i professionisti nel 1962; il suo risultato di maggior prestigio fu il secondo posto alla Bretagne Classic Ouest-France del 1971. Ritiratosi nel 1972, dagli anni 2000 vinse svariate corse nelle categorie "senior".

## Palmarès

### Strada
- 2004

Campionato europeo master

## Piazzamenti

### Grandi Giri
- Tour de France

1964: ritirato